# Port Glaud

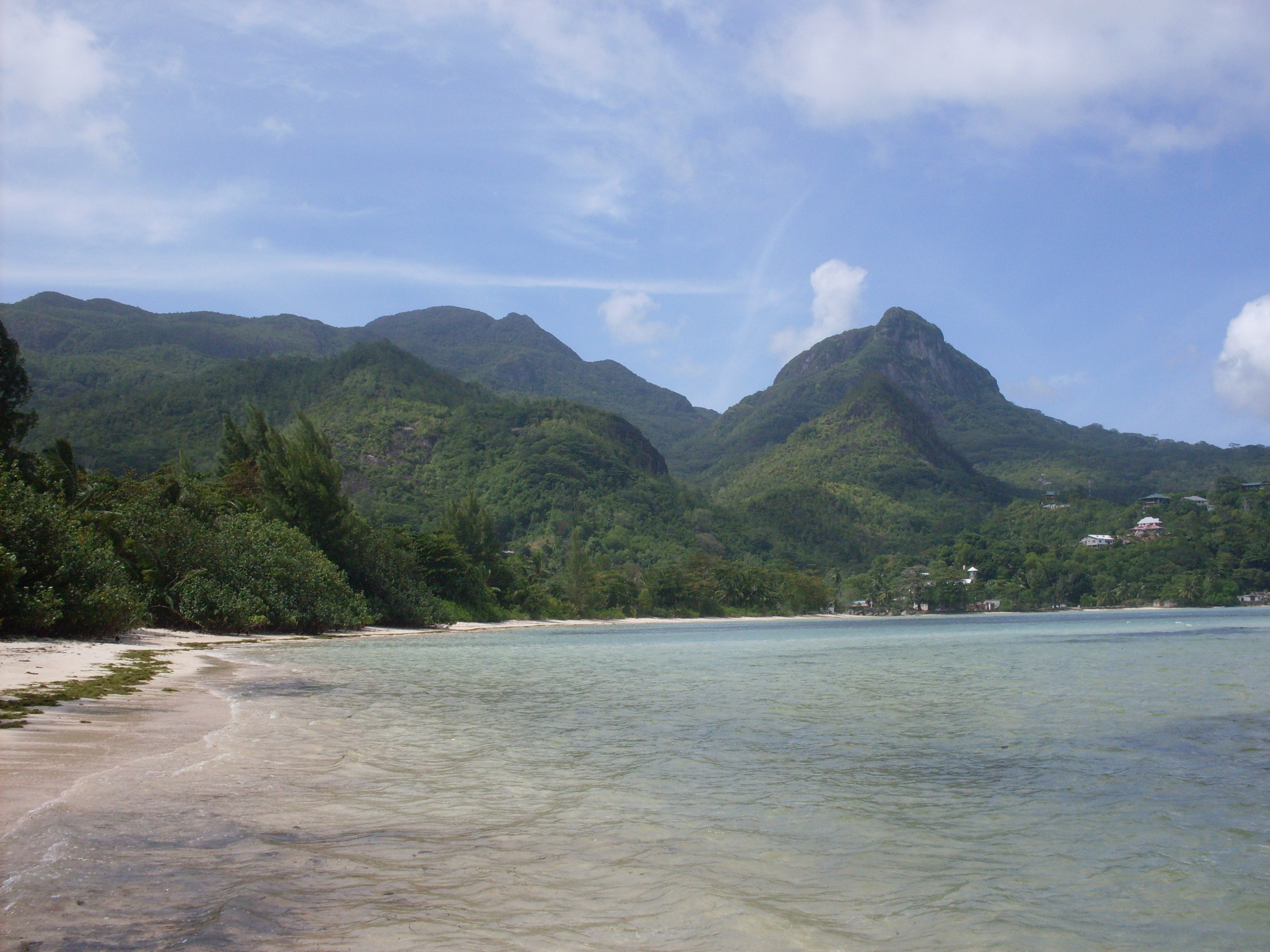
Blick auf Port Glaud von der Anse l'Islette

Port Glaud ist einer der 25 Verwaltungsbezirke der Seychellen. Mit 25 Quadratkilometern ist er der größte Bezirk auf der Insel Mahé.

## Geographie
Große Teile des Bezirkes werden vom höchsten Berg der Seychellen, dem 905 Meter hohen Morne Seychellois, und seinen Ausläufern eingenommen. Diese bewaldeten Flächen sind Teil eines Nationalparks und sind weitgehend unbesiedelt. An der Küste, gegenüber der Insel Thérèse liegt der kleine Ort Port Glaud. Im Nordwesten des Bezirks liegen die letzten Mangrovenwälder Mahés. Die Strände von Port Launay und Baie Ternay gehören zum Bezirk, ebenso wie die Inseln Conception (0,603 km²), Thérèse (0,72 km²), L’Islette und Île aux Vaches Marines (jeweils mit 5 bis 6 Hektar Fläche).

## Benennung und Geschichte
Um 1775 wird Kapitän Glaud erwähnt, der an der Stelle des heutigen Ortes Port Glaud siedelte. Seinen Lebensunterhalt verdiente er mit dem Verkauf von Schildkröten, die zu jener Zeit ein beliebter Schiffsproviant waren. Innerhalb weniger Jahre hatte Glaud fast alle Schildkröten gefangen und ausgerottet.
Das heutige Berjaya Mahé Beach Hotel ist eines der ersten großen Hotels, das auf den Seychellen gebaut wurde, und galt bis zur Mitte der 1990er-Jahre als bestes Hotel des Landes. Hier wurde 1976 die Unabhängigkeit der Seychellen mit einem Ball gefeiert. 1981 wurde in Port Launay ein Lager des National Youth Service eingerichtet, welches eine besondere Rolle in der Bildungsoffensive der sozialistischen Revolution auf den Seychellen gespielt hat. Das Lager wurde inzwischen aufgelöst. Seit 2008 wurde an dieser Stelle mit dem Bau einer Hotelanlage begonnen, die bei ihrer Eröffnung am 1. Februar 2010 das größte Luxusresort im Indischen Ozean war. Die Hotelanlage ist 120 Hektar groß, bietet 224 Suiten und 43 Villen, von denen die größte 980 m² groß ist. Das Hotel verfügt über zwei Strände, 56 Pools und fünf Restaurants.

## Sehenswürdigkeiten
Die Strände von Port Launay und Baie Ternay gehören zu den schönsten Stränden im Norden Mahés. Die Buchten stehen unter Naturschutz und bilden die gleichnamigen Marine National Parks. Zusammen mit den Inseln Thérèse und Conception sind sie beliebte Tauchgebiete. Ein beliebtes Ausflugsziel ist der Sauzier Wasserfall, der das Wahrzeichen des Bezirks ist und auf dem Wappen Port Glauds abgebildet ist.